# Kay Lenz
Pour les articles homonymes, voir Lenz.
Kay Lenz est une actrice américaine, née le 4 mars 1953 à Los Angeles.

## Biographie
Kay Ann Lenz a été la première épouse de l'acteur David Cassidy. Ils se sont mariés le 2 avril 1977 et ont divorcé le 28 décembre 1983. Elle n'a pas d'enfant.

## Filmographie

### Cinéma
- 1973 : American Graffiti de George Lucas : Jane, la fille qui danse
- 1973 : Breezy de Clint Eastwood : Edith Alice Breezerman dite « Breezy »
- 1975 : La Route de la violence : Jerri Kane Hummer
- 1976 : Un cow-boy en colère (The Great Scout & Cathouse Thursday) : Thursday
- 1976 : Les Flics aux trousses (Moving violation) : Cam Johnson
- 1978 : Purgatoire (Mean Dog Blues) : Linda Ramsey
- 1979 : Passeur d'hommes (The Passage) : Leah Bergson
- 1981 : Sekai meisaku dôwa: Hakuchô no mizûmi : Odille (Voix)
- 1982 : Fast-Walking : Moke
- 1983 : Traumstein : Karen Armstrong
- 1983 : Prisoners of the Lost Universe : Carrie Madison
- 1986 : House : Sandy Sinclair
- 1987 : Stripped to Kill : Detective Cody Sheenan
- 1987 : Le justicier braque les dealers (Death Wish 4: The Crackdown) : Karen Sheldon
- 1988 : Fear : Sharon Haden
- 1988 : Duo pour une mort noire (Headhunter) : Katherine Hall
- 1989 : Preuve à l'appui (Physical Evidence) : Deborah Quinn
- 1990 : Streets : Sargent
- 1991 : Shakespeare's Plan 12 from Outer Space : Sebastian
- 1992 : Falling from Grace : P.J. Parks
- 1997 : Gunfighter's Moon : Linda Yarnell
- 1997 : A Gun, a Car, a Blonde : Peep/Madge
- 1998 : The Adventures of Ragtime : Détective Hill
- 1998 : Marrie Me or Die
- 2003 : Southside : Claire Coleman
- 2014 : The Secret Lives of Dorks : Mme Gibson

### Télévision
- 1967 : Les Monroe (série télévisée) : Maudie
- 1967 : The Andy Griffith Show (série télévisée) : Phoebe
- 1972 : L'Homme de fer (Ironside) (série télévisée) : Stephanie
- 1972 : The Weekend Nun (téléfilm) : Audree Prewitt
- 1973 : Lisa, Bright and Dark (téléfilm) : Lisa Schilling
- 1973 : A Summer Without Boys (téléfilm) : Ruth Hailey
- 1973 : Les Rues de San Francisco (The Streets of San Francisco) (série télévisée) : Sarah Carlyle
- 1974 : Love Story (série télévisée) : Sara
- 1974 : Gunsmoke (série télévisée) : Lettie Graham
- 1974 : Médecins d'aujourd'hui (Medical Center) (série télévisée) : Kitty
- 1974 : The One (téléfilm) : Shirley
- 1974 : Unwed Father (téléfilm) : Vicky Simmons
- 1974 : Cannon (série télévisée) : Sally
- 1974 : The Underground Man (téléfilm) : Sue Crandell
- 1974 : Un shérif à New York (Reasonable Doubts) (série télévisée) : Eve Randall
- 1974 : The F.B.I. Story: The FBI Versus Alvin Karpis, Public Enemy Number One (téléfilm) : Shirley
- 1975 : Petrocelli (série télévisée) : Janet/Mary
- 1975 : Journey from Darkness (téléfilm) : Sherry Williams
- 1976 : Jigsaw John (série télévisée) : Miriam Buckley
- 1976 : Le Riche et le Pauvre (Rich Man, Poor Man) (feuilleton télévisé) : Kate Jordache
- 1976 - 1977 : Les Héritiers ("Rich Man, Poor Man - Book II") (série télévisée) : Kate Jordache
- 1978 : L'Initiation de Sarah (téléfilm) : Sarah Goodwin
- 1978 : How the West Was Won (feuilleton télévisé) : Doreen
- 1979 : The Seeding of Sarah Burns (téléfilm) : Sarah Burns
- 1979 : Sanctuary of Fear (téléfilm) : Carol Bain
- 1980 : Escape (téléfilm) : Barbara Chilcoate
- 1980 : The Hustler of Muscle Beach (téléfilm) : Jenny O'Rourke
- 1982 : Insight (série télévisée) : L.J.
- 1984 : Les Petits Génies (Whiz Kids) (série télévisée) : Helen Langton
- 1984 : Capitaine Furillo (série télévisée) : Whitney Barnes
- 1984 : Magnum (série télévisée) : Sally DeForest
- 1984 : Cagney et Lacey (série télévisée) : Linda Mack
- 1984 : L'Homme qui tombe à pic (The Fall Guy) (série télévisée) : Kim Donnelly
- 1984 : Matt Houston (série télévisée) : Cassie Stanley
- 1984 - 1985 et 1987 - 1988 : Simon et Simon (série télévisée) : Kris Caulfield / Lolita / Susan Killian / Melissa
- 1984 et 1987 : Hôtel (série télévisée) : Mary Morowsky/Monique Bennett / Gail Matthews
- 1985 : Finder of Lost loves (série télévisée) : Ellen Ross
- 1985 : Arabesque (Murder She Wrote) (série télévisée) : Nurse Jennie Wells
- 1985 : Riptide (série télévisée) : Brenda Malloy
- 1985 : MacGyver (série télévisée) : Kelly Nielson
- 1986 : Rick Hunter (série télévisée) : Alicia Fiori
- 1986 : Heart of the City (en) (série télévisée) : Kathy Priester
- 1987 : Starman (série télévisée) : Dr Katherine Bradford
- 1987 : Mr. Belvedere (série télévisée) : Sharon Rogers
- 1987 : Clair de Lune (série télévisée) : Melissa
- 1987 : Charles s'en charge (Charles in Charge) (série télévisée) : Joan Robinson
- 1988 - 1989 : Jack Killian, l'homme au micro (série télévisée) : Tina Cassidy
- 1989 : Murder by Night (téléfilm) : Karen Hicks
- 1989 : Private Affairs (téléfilm) : Bonnie Green
- 1990 : Hitler's Daughter de James A. Contner (téléfilm) : Leona Crawford Gordon
- 1991 - 1993 : La Voix du silence (série télévisée) : Maggie Zombro
- 1994 : Femmes en prison (Against Their Will: Women in Prison) (téléfilm) : Lisa Jamison
- 1994 - 1997 : Super Zéro (série télévisée) : La domestique américaine (Voix)
- 1995 : Shame II: The Secret (téléfilm) : Ginny
- 1995 : Loïs et Clark : Les Nouvelles Aventures de Superman (Lois & Clark: The New Adventures of Superman) (série télévisée) : Constance Hunter
- 1996 : Les Anges du bonheur (Touched by a Angel) (série télévisée) : Rocky McCann
- 1997 : Les Notes du bonheur (Journey of the Heart) (téléfilm) : Marvelle
- 2000 : Les Sept Mercenaires (série télévisée) : Ella Gaines
- 2000 : Urgences (ER) (série télévisée) : Karen Palmieri
- 2000 - 2001 : FBI Family (Cover Me: Based on the True Life of an FBI Family) (série télévisée) : Detective Lisa Ramone
- 2001 : Deuxième chance (série télévisée) : Stephanie Arlen
- 2002 : New York, unité spéciale (saison 3, épisode 18) : Linda Cavanaugh
- 2003 : Espions d'État (série télévisée)
- 2003 : JAG (série télévisée) : Juge Smith
- 2007 : Heartland (série télévisée) : Nadine
- 2008 : Dr House (House M.D.) (série télévisée) : Mme Bradberry
- 2008 : NCIS : Enquêtes spéciales (série télévisée) : Connie Quinn Wheeler
- 2009 : Cold Case (série télévisée) : Hillary Rhodes '09
- 2010 : The Closer (série télévisée) : Mme Tatem
- 2011 : Southland (série télévisée) : Naomi Chester
- 2013 : Les Experts (CSI: Las Vegas) (série télévisée) : Laura Sidle